# Dan državnosti
 Ovo je glavno značenje pojma Dan državnosti. Za druga značenja pogledajte Dan državnosti (razdvojba).
Dan državnosti je dogovoreni datum na koji se proslavama obilježava konstituiranje naroda ili ne-suverene države. Taj dan može simboliziati vrijeme uspostave nezavisnosti, početka demokratskih promjena, ili podsijećati na dan važan za sveca zaštitnika ili vladara te zemlje. Dan državnosti je vrlo često državni praznik u državi koja ga obilježava.
Dok većina država ima stalan datum na koji slave dan državnosti, neke poput Jamajke ga mijenjaju svake godine (jer je to prvi ponedjeljak u kolovozu), a neke poput Tajlanda sa svakim ustoličenjem novog vladara (jer označava njegov rođendan). Važnost koja se pridaje danu državnosti kao i sama veličina slavlja znatno varira od države do države. Neke države kao Pakistan imaju više od jednog dana državnosti jer su svi za njezin osnutak jednako vrijedni.